# Хаммершмидт, Карл
Карл Эдуард Хаммершмидт (нем. Karl Eduard Hammerschmidt; впоследствии Абдулла Бей, тур. Abdullah Bey, 12 июня 1801, Вена, Австрийская монархия — 30 августа 1874, Константинополь) — австрийский и турецкий естествоиспытатель, энтомолог и врач.

## Биография
Родился 12 июня 1801 года в Вене в семье мирового судьи Антона Хаммершмидта. С 1818 по 1826 годы изучал философию и право Венском университете. В 1830 годы, вероятно, получил медицинское образование в Венской медико-хирургической академии. Принят в члены Леопольдины. Был главным редактором газеты «Landwirtschaftliche Zeitung». За участие в 1848 году в октябрьском восстании был заочно приговорён к 12 годам заключения, после чего 1849 году эмигрировал в Стамбул. Руководство Австрийской монархии потребовало задержания и возвращения всех лиц, участвовавших в революции и эмигрировавших в Османскую империю, в том числе Хаммершмидта, на что Порта ответила отказом. Несколько лет Хаммершмидт работал врачом в начале в Стамбуле, затем в Дамаске. В 1860-х годах принял ислам и изменил имя на Абдулла Бей. В 1861 году принят службу в османскую армию и ему было присвоено звание каймакама (подполковника), а в 1867 году стал миралая (полковник). В 1869 году стал командором ордена Франца Иосифа и награждён золотой медалью за вклад в науку (Австро-Венгрия). В 1873 году стал профессором медицинского факультета Стамбульского университета. Умер в Константинополе в 30 августа 1874 года.

## Научная и общественная деятельность
В период жизни в Вене коллекционировал насекомых, минералы и окаменелости. Организовал энтомологическую коллекцию эрцгерцогов Альбрехта, Карла Фердинанда и Вильгельма. В эмиграции продолжал заниматься сбором насекомых. Был членом Королевского энтомологического общества Лондона. Описал ряд таксонов животных, в том числе Comadia redtenbacheri (Hammerschmidt, 1848), Mayetiola bromi (Hammerschmidt, 1834), Hammerschmidtiella diesingi (Hammerschmidt, 1838), Pyxinia Hammerschmidt, 1838.
В 1867 на Всемирной выставке в Париже представил три собранные им коллекции: коллекцию девонских окаменелостей, коллекцию насекомых и гербарий растений. Коллекцию ископаемых он передал Музею естественной истории в Париже. Энтомологическая коллекция была удостоена золотой медали выставки, а за гербарий Хаммершмидт получил бронзовую медаль. В 1873 году участвовал во Всемирной выставке в Вене.
Хаммершмидт был одним из пионеров анестезиологии. В 1847 году провёл 1560 опытов (300 из них на себе самом) за действием эфиров на организм человека, при использовании его в качестве средства анестезии. Разработал классификацию стадии эфирной анестезии и протокол использования эфира, сероуглерода и хлороформа при стоматологических операциях.
В 1870 году основал первый в Турции естественнонаучный музей при медицинской Медицинской школе в Стамбуле, В 1918 году музей уничтожен пожаром.
В 1860-х годах был официальным представителем Османской империи на конференциях по созданию Движения Красного Креста и Красного Полумесяца и был основателем Турецкого Красного Полумесяца. В организации он занимал пост генерального секретаря, президентом общества был Марко Паша.
Опубликовал учебники по геологии зоологии на турецком языке.

## Память
Изображён на марке выпущенной в 1968 году в честь 100-летнего юбилея Движения Красного Креста и Красного Полумесяца.
На площади Кызылай в Анкаре установлен его бюст.
В 2008 году его имя было присвоено Исламскому колледжу социального образования.